# Frutolf von Michelsberg
Frutolf von Michelsberg (* unbekannt; † 17. Januar 1103) war Mönch und Priester im Kloster Michelsberg in Bamberg, dessen Prior er zeitweise war. Er stammte wahrscheinlich aus Bayern.

## Leben
Frutolf war möglicherweise als Lehrer des Quadriviums im Kloster tätig, vor allem aber als Bibliothekar und Schreiber. In dieser Eigenschaft sorgte er für eine erhebliche Erweiterung des Michelsberger Bibliotheksbestandes. Einige der von ihm kopierten Werke sind auch heute noch erhalten. Einer seiner Schüler war der Kanoniker Heimo von Sankt Jakob († 1139).
Auch als Verfasser eigener Werke trat er in Erscheinung: Die Weltchronik (Chronica) Frutolfs gilt als umfassendste und bestgeordnete Chronographie des Frühmittelalters. Sie reicht von der Schöpfung bis 1099 und wurde nach Frutolfs Tod von Ekkehard von Aura bearbeitet und fortgesetzt. Des Weiteren stammt ein Breviarium de musica mit ziemlicher Sicherheit aus Frutolfs Feder, ein Liber de divinis officiis sowie eine Anleitung zu einem Brettspiel mit Zahlensteinen sind hingegen nicht eindeutig Frutolf zuzuweisen.

## Ausgaben
- Georg Waitz (Hrsg.): Ekkehardi Uraugiensis Chronica. In: Georg Heinrich Pertz u. a. (Hrsg.): Scriptores (in Folio) 6: Chronica et annales aevi Salici. Hannover 1844, S. 33–210 (Monumenta Germaniae Historica, Digitalisat)
- Franz-Josef Schmale und Irene Schmale-Ott (Hrsg.): Frutolfs und Ekkehards Chroniken und die anonyme Kaiserchronik (= Ausgewählte Quellen zur deutschen Geschichte des Mittelalters (Freiherr-vom-Stein-Gedächtnisausgabe), Bd. 15). Darmstadt 1972, ISBN 3-534-01429-4 (enthält u. a.: Einführung zu Frutolf, S. 4–19; Frutolfs Chronik, S. 46–121 (lateinisch/deutscher Text vom Jahr 1000 an)).
- Franz-Josef Schmale, Irene Schmale-Ott, Christian Lohmer (Hrsg.): Die Chronik des Frutolf von Michelsberg und ihre Fortsetzungen. (= MGH SS 33). Teil 1: ISBN 3-7752-5042-5 (in Vorbereitung, Stand: Dezember 2015), Teil 2: ISBN 3-7752-5462-5 (in Vorbereitung, Stand Dezember 2015).